# Lucia Efrim
Lucia Efrim (n. 7 martie 1968 – d. 7 august 2025) a fost o jurnalistă și editorialistă română.

## Biografie
Efrim a fost jurnalistă la Mediafax. S-a alăturat agenției în 1993, intenționând inițial să își înceapă cariera mai devreme, însă Revoluția Română din 1989 a creat provocări. În 2008, ea a fost recunoscută în cadrul Conferinței JURIDICE pentru realizările sale jurnalistice.

## Decesul
A murit la vârsta de 57 de ani pe 7 august 2025. Funeraliile vor avea loc pe 9 august la Cimitirul Bellu.